# ميكولا سافوفيتش كوتشوبي
ميكولا سافوفيتش كوتشوبي هو رسام وفنان جرافيكي أوكراني، صمم عددا من العملات التذكارية والمسكوكات الأوكرانية، وصمم طوابع بريدية أوكرانية. الفنان حاصل على نيشان الفنان المشرف لأوكرانيا . شغل منصب رئيس قسم الفنانين الجرافيكيين في منظمة كييف للاتحاد الوطني للفنانين الأوكرانيين.
وهو الفائز بجائزة "أفضل طابع بريدي" في مسابقة معرض فيينا الدولي للطوابع البريدية (طابع "عيد الميلاد")، وكانت العملة التي صممها "هولودومور - الإبادة الجماعية للشعب الأوكراني" أفضل عملة لعام 2007.

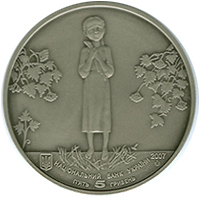
وجه عملة هولودومور
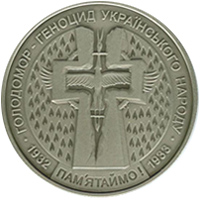
ظهر عملة هولودومور